# Jules Noël (lekkoatleta)
Jules François Joseph Noël (ur. 27 stycznia 1903 w Norrent-Fontes, zm. 19 maja 1940 w Escaudœuvres) – francuski lekkoatleta, specjalista rzutu dyskiem i pchnięcia kulą, trzykrotny olimpijczyk, wielokrotny mistrz i rekordzista Francji.
Odpadł w kwalifikacjach rzutu dyskiem na igrzyskach olimpijskich w 1928 w Amsterdamie. Na kolejnych igrzyskach olimpijskich w 1932 w Los Angeles zajął 4. miejsce w rzucie dyskiem i 10. miejsce w pchnięciu kulą.
Na pierwszych mistrzostwach Europy w 1934 w Turynie zajął 7. miejsce w rzucie dyskiem i 10. miejsce w pchnięciu kulą. Zajął 12. miejsce w rzucie dyskiem i odpadł w kwalifikacjach pchnięcia kulą na igrzyskach olimpijskich w 1936 w Berlinie. Zajął 7. miejsce w rzucie dyskiem i 9. miejsce w pchnięciu kulą na  mistrzostwach Europy w 1938 w Paryżu.

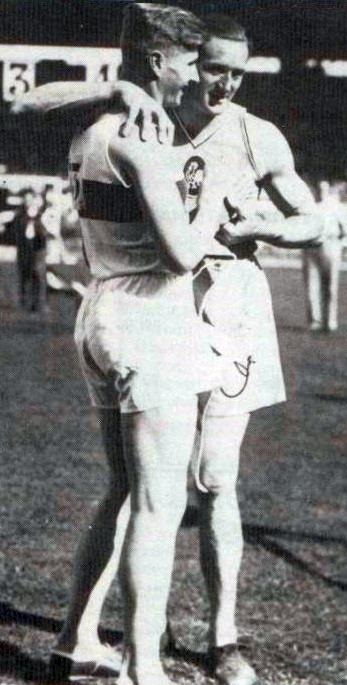
Noël (z lewej) w 1938

Był chorążym reprezentacji Francji na letnich igrzyskach olimpijskich w 1932 i 1936.
Noël był ośmiokrotnym mistrzem Francji w rzucie dyskiem w latach 1928–1930, 1932, 1934, 1936, 1938 i 1939 oraz sześciokrotnym mistrzem w pchnięciu kulą w latach 1929, 1930 i 1936–1939, wicemistrzem w rzucie dyskiem w 1931, 1933 i 1937 oraz w pchnięciu kulą w 1927, 1928, 1931 i 1932, a także brązowym medalistą w pchnięciu kulą w 1933 i 1934. Był również mistrzem Wielkiej Brytanii (AAA) w rzucie dyskiem i pchnięciu kulą w 1930.
Czterokrotnie poprawiał rekord Francji w rzucie dyskiem do wyniku 48,73, uzyskanego 13 września 1931 w Suresnes.
Rekordy życiowe Noëla:
- rzut dyskiem – 49,44 m (8 września 1932 w Colombes)
- pchnięcie kulą – 15,04 m (5 czerwca 1929 w Épernay)

Jules Noël zmarł z ran odniesionych w bitwie w okolicach Escaudœuvres podczas kampanii francuskiej.